# 赤點石斑魚
赤點石斑魚，俗名為石斑、紅斑，為輻鰭魚綱鱸形目鱸亞目鮨科的其中一個種。2006年獲選為世界自然基金會海洋十寶的其中一員。現時有赤點石斑魚養殖業。

## 分布
本魚分布於西太平洋區，包括中國南部和東海、日本南部（九州和本州）、韓國南部、台灣沿岸。越南的記錄有可能並不是赤點石斑魚，而是擬青石斑魚〔Epinephelus fasciatomaculosus〕，而菲律賓、印度與小笠原群島有可疑記錄。

## 深度
水深4至50公尺。

## 特徵
本魚體呈紅褐色，頭、背較深，腹部顏色較淡，頭部及體側密佈與瞳孔等大之橙紅色斑點；口大，上下頜前端具少數大犬齒，兩側齒細尖，背鰭最後數棘下方有一大型黑斑，其餘鰭無顯著之斑點。背鰭硬棘11枚，軟條15至17枚，臀鰭硬棘3枚，軟條8枚，胸鰭圓形，中央之鰭條長於上下方之鰭條，且長於腹鰭。體被細小櫛鱗，有孔側線鱗片數約50至53枚。前鰓蓋骨後緣一般具鋸齒，下緣光滑。鰓蓋骨後緣具3扁棘。體長可達50公分。

## 生態
幼魚期棲息在較淺之礁區水域，長大後在較深水域。常可在岩礁外圍見其蹤跡。一般不呈大群體活動。幼魚具高度洄游性。肉食性，以魚類、軟體動物、甲殼動物、蝦類等為食。
繁殖於夏季。

## 經濟利用
高經濟價值的食用魚，肉質鮮美，清蒸或煮薑絲清湯均宜。香港有活魚作海鮮銷售,是香港出售的石斑中最昂貴的。
由於魚身為中國文化中象徵吉祥的紅色，曾是中式喜宴中受歡迎的食用魚。

## 威脅
高經濟價值導致的過度捕魚令赤點石斑魚數量大減，除了捕捉赤點石斑魚令其數量直接大減外，過度捕魚令赤點石斑魚的食物減少。
一些魚苗被捉去進行養殖，在人工環境將野生魚苗養大出售，也令能長大至有繁殖能力的成魚數量減少。
各地的沿岸發展和污染也令赤點石斑賴以為生的生境受破壞。

## 保護
世界自然保護聯盟（IUCN）於2003年列為「瀕危」。
在香港，並沒有法律上的保護，但政府亦建立人工魚礁來增加赤點石斑魚產卵和棲息的地方,而作為禁捕區的鶴咀海岸保護區也提供保護，近年因數量下降而評估為「極危」。